# Tamarix leptostachya
Tamarix leptostachya är en tamariskväxtart som beskrevs av A. Bunge. Tamarix leptostachya ingår i släktet tamarisker, och familjen tamariskväxter. Inga underarter finns listade.